# Comité Paralímpico Dominicano
El Comité Paralímpico Dominicano es el comité paralímpico nacional que representa a la República Dominicana. Esta organización es la responsable de las actividades deportivas paralímpicas en el país. Es miembro del Comité Paralímpico Internacional y del Comité Paralímpico de las Américas.